# Rosenkranz und Kriegsvisionen
Dieser Artikel wurde in der Qualitätssicherung Religion eingetragen. Hilf mit, die inhaltlichen Mängel dieses Artikels zu beseitigen, und beteilige dich an der Diskussion.
Rosenkranz und Kriegsvisionen ist eine 2006 von Monique Scheer veröffentlichte Monographie über Marienerscheinungen im 20. Jahrhundert und die Verehrung und Frömmigkeit, die sich durch diese Ereignisse entwickelte.

## Entstehung der Arbeit
Monique Scheer, heute Professorin für Empirische Kulturwissenschaft mit Schwerpunkt Ethnographie kultureller Vielfalt an der Universität Tübingen, schrieb das Buch als Dissertation im Rahmen des Tübinger Forschungsprojekts Kriegserfahrungen. Krieg und Gesellschaft in der Neuzeit. Marienerscheinungen sind einerseits kirchliche Phänomene, anderseits sind sie verbunden mit der gesellschaftlich-politischen Situation ihrer jeweiligen Zeit. Die Zeitgebundenheit intensiviert sich in Zeiten von Krieg, Pest oder anderen außerordentlichen Herausforderungen. Eines der berühmtesten Phänomene dieser Art sind die Visionen dreier Kinder im portugiesischen Fátima im Jahr 1917.

## Inhalt
Scheer beschäftigt sich vor allem mit den letzten Jahren des Ersten Weltkriegs und der Zeit nach dem Zweiten Weltkrieg in Deutschland. Die Geheimnisse von Fátima haben sich in den späten 1940er und 1950er Jahren in manchen Teilen von Deutschland besonders intensiv verbreitet. Das Buch unterstreicht besonders die „Peregrinatio Mariae“ der Erzdiözese Köln (1954) und die Schriften einzelner katholischer Publizisten, die sich besonders Fatima widmeten. Es entstand sogar eine Zeitschrift, der Bote von Fátima. Ebenso schildert sie die Marienerscheinungen in Pfaffenhofen (1946), Tannhausen (1947–48), Fehrbach in der Pfalz (1949–1952) und Heroldsbach-Thurn (1949–1952).
Teil II beschäftigt sich mit der Marienikonographie der Immaculata und ihrer Rolle innerhalb von kriegerischer Rhetorik. Hier greift sie in die Religionskriege des 17. Jahrhunderts zurück und beschreibt die Fortsetzung der Thematik im 19. und 20. Jahrhundert bis zum Kampf gegen den Bolschewismus sowie dessen Atheismus.
Scheer schöpft aus Archivrecherchen überwiegend aus Archiven in Köln, Süddeutschland und Österreich. Sie zitiert sowohl Anhänger als auch Kritiker der Erscheinungen, Experten der Fachtheologie, wie auch Vertreter der kirchlichen Hierarchie, ebenso Pamphlete, Zeitschriften und Bücher, die sich mit der marianischen Kriegsthematik, vor allem vor dem Hintergrund eines drohenden Atomkriegs auseinandersetzten. 
Scheer referierte wiederholt über das Thema und veröffentlichte auch einen englischen Aufsatz darüber.

## Rezeption
Oliver Grasmück bemerkte in seiner Rezension, dass Scheers Perspektive „über eine rein volkskundliche Betrachtung deutlich hinaus“ geht; es sei ihr gelungen, die Frage in eine „länger wirkende historische Entwicklungen“ einzubetten. In seinem Aufsatz aus dem Jahr 2009 über „West German Miracles, Catholic Mystics, Church Hierarchy, and Postwar Popular Culture“ hat Michael E. O’Sullivan Scheer 18-mal erwähnt. Sanja Kalapoš Gašparac stellt fest (aus dem Kroat.): „Mit ihrer vornehmlich auf ethnologischer Beobachtung und Methodik basierenden Untersuchung der deutschen Marienkulte hat Monique Scheer viele Aspekte der Volksreligiosität erfasst und sie nicht nur in den Kontext von Kriegen, sondern in breitere gesellschaftliche und politische Zusammenhänge gestellt [...].“
Andrea Meissner, die Wissenschaftliche Geschäftsführerin des Viadrina Center der Europa-Universität Viadrina, Frankfurt (Oder), verwendete Scheers Forschung in einem Aufsatz des Jahres 2014, um der Frage des Affekts in der deutschen Liturgiegeschichte der Zwischenkriegszeit nachzugehen. Gerade die Angstszenarien spielten bei manchen Andachten eine Rolle.